# CR 2032

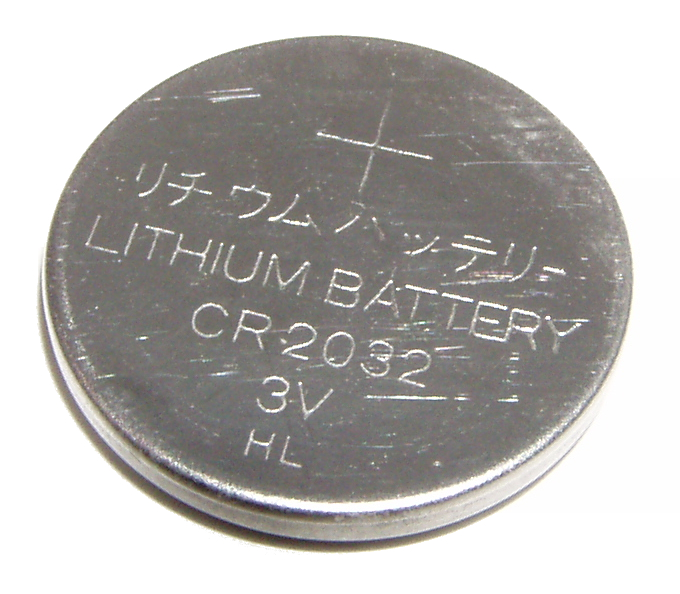
Een merkloze CR2032 lithiumbatterij

Een CR 2032 is een enkel-cels knoopcel-batterij die veel wordt gebruikt op moederborden van computers, afstandbedieningen en in LED fietsverlichting, alsook in vele andere toepassingen. De batterij is in de IEC norm 60086 beschreven en heeft nominaal een diameter van 20 mm en een hoogte van 3,2 mm. Een tolerantie van 0,1 mm is normaal, in de praktijk zijn de meeste CR2032s 19,9 mm in doorsnee. Het gewicht verschilt per producent maar ligt meestal tussen de 3,0 en 3,2 gram.
Een variant van de CR 2032 is de BR 2032 die dezelfde maten heeft, maar gebruik maakt van een lithium-grafietfluoridecel. De capaciteit ervan is wat kleiner,  maar wel met een groter temperatuurbereik. 
|                           | Lithium-mangaandioxide | Lithium-grafietfluoride |
| ------------------------- | ---------------------- | ----------------------- |
| IEC naam                  | CR2032                 | BR2032                  |
| ANSI/NEDA naam            | 5004LC                 | 5004LB                  |
| Gemiddelde capaciteit     | 225 mAh                | 190 mAh                 |
| Nominale spanning         | 3,0 V                  | 2,8 V                   |
| Ontladingsspanning        | 2,0 V                  | 2,25 V                  |
| Gebruikstemperatuurbereik | -20 .. 70 °C           | -30 .. 85 °C            |

Verschillende producenten gebruiken vaak ook hun eigen productnamen maar zullen de IEC aanduiding ook aangeven.